# Mutellina caucasica
Mutellina caucasica är en flockblommig växtart som först beskrevs av Carlo Pietro Stefano Stephen Sommier och Emile Emilio Levier, och fick sitt nu gällande namn av Lavrova. Mutellina caucasica ingår i släktet Mutellina och familjen flockblommiga växter. Inga underarter finns listade i Catalogue of Life.